# 蕭余里也
蕭余里也（しょう よりや、生没年不詳）は、遼（契丹）の外戚。字は訛都盌。

## 経歴
国舅蕭阿剌の次男として生まれた。重熙年間、外戚として任用された。清寧初年、祗候郎君に補任され、興宗の娘の鄭国公主耶律斡里太を妻に迎えて、駙馬都尉に任じられた。南面林牙に累進した。父の蕭阿剌が蕭革の讒言を受けると、余里也も奉先軍節度使として左遷された。清寧10年（1064年）冬、北面林牙として召還された。
咸雍年間、余里也は一族の蕭朮哲とともに耶律乙辛の殺害を図ったと誣告を受け、取り調べを受けて罪に問われなかったが、寧遠軍節度使として出された。後に余里也は耶律乙辛について仕えるようになり、推薦を受けて国舅詳穏となった。太康2年（1076年）6月、遼西郡王に封じられた。太康3年（1077年）5月、耶律乙辛に引き立てられて北府宰相となり、知契丹行宮都部署事を兼ねた。6月、耶律乙辛が皇太子耶律濬を誣告するにあたって、余里也は耶律乙辛に多くを助力した。閏12月、知北院枢密事となり、推誠協賛功臣の称号を賜った。余里也の姪を耶律乙辛の子の耶律綏にとつがせ、関係を強めた。
太康5年（1079年）1月、耶律乙辛が知南院大王事として左遷されると、余里也は耶律乙辛の党与として失脚し、天平軍節度使として帰邸させられた。6月、西北路招討使に任じられた。後に母の喪のため官を辞し、死去した。

## 伝記資料
- 『遼史』巻111 列伝第41 姦臣下